# Český institut pro akreditaci
Český institut pro akreditaci (ČIA) je obecně prospěšná společnost, která poskytuje služby v oblasti akreditace komerčním subjektům a orgánům státní správy.